# Anarhichas denticulatus
Anarhichas denticulatus là một loài cá được tìm thấy trên Bắc Đại Tây Dương từ phía bắc của Nga đến thềm Scotia ngoài khơi Nova Scotia. Quần thể ở phía tây Đại Tây Dương suy giảm đáng kể trong những năm 1980, một phần vì loài này thường bị người ta bắt chung khi đánh bắt các loại cá khác.